# I conquistatori dell'Oregon
I conquistatori dell'Oregon (The Oregon Trail) è un film del 1959 diretto da Gene Fowler Jr..
È un western statunitense ambientato nel 1846 con Fred MacMurray, William Bishop e Nina Shipman.

## Trama
1846. Nel bel mezzo della disputa per controllare la regione denominata Oregon Country, il Presidente James Knox Polk sta segretamente inviando agenti militari, travestiti da pionieri, ad ovest in modo che possano proteggere i coloni americani in caso di guerra con il Nord America britannico. Voci di questa cospirazione giungono a James Gordon Bennett Sr., direttore del New York Herald. Egli incarica uno dei suoi giornalisti, Neal Harris, di andare in Oregon assieme ai pionieri e scoprire la verità. 

Durante il viaggio, Harris fa amicizia con un eccentrico personaggio Zachariah Garrison, che sta portando giovani alberi di mele in Oregon. Harris si scontra subito con Brizzard, un cowboy attaccabrighe poiché entrambi fanno la corte a Prudence Cooper, una giovane donna pioniera. La ragazza però manifesta le sue preferenze per il capitano Wayne, che si è interporto fra i due contendenti. Durante il viaggio, la siccità provoca la morte della nonna dei Cooper e la guida dei pionieri viene colpita a morte in un agguato teso dagli indiani. Intanto Harris scopre chi è veramente Wayne e dichiara che scriverà un articolo sull'intrigo militare in Oregon. Il capitano Wayne cerca di far arrestare Harris, ma questi riesce a fuggire.
Al suo arrivo a Fort Laramie, Wayne scopre che la loro missione è diventata inutile dopo la firma del Trattato dell'Oregon. Mentre la questione dell'Oregon è stata risolta, gli Stati Uniti sono ora in guerra con il Messico. All'oscuro di tutto ciò, Harris chiede ad un trapper di nome Gabe Hastings di nasconderlo in una tribù di Indiani. Ma Hastings e gli Indiani sono ostili ai pionieri e Harris viene fatto prigioniero; tuttavia riesce a fuggire grazie all'aiuto di Shona, figlia mezzosangue di Hastings. Essi avvertono Fort Laramie di un imminente attacco degli Indiani. Fort Laramie è difeso con successo e gli Indiani respinti, ma l'amico Garrison viene ucciso.
Harris si dimette da giornalista e, insieme a Shona, prosegue il viaggio verso l'Oregon per  poter coltivare gli alberi di mele del defunto Garrison. I pionieri saranno i veri conquistatori dell'Oregon.

## Produzione
Il film, diretto da Gene Fowler Jr. su una sceneggiatura di Louis Vittes e Gene Fowler Jr. e un soggetto dello stesso Vittes, fu prodotto da Richard Einfeld per la Associated Producers e girato dal 26 maggio all'inizio di giugno 1959. Il brano della colonna sonora Ballad of the Oregon Trail fu composto da Charles Devlan (parole) e Paul Dunlap (musica).

## Distribuzione
Il film fu distribuito con il titolo The Oregon Trail negli Stati Uniti nel settembre 1959 al cinema dalla Twentieth Century Fox.

## Riferimenti storici
- Oregon Country
- Trattato dell'Oregon
- Pista dell'Oregon
- Presidenza di James Knox Polk